# Vila Prudente
Vila Prudente es un distrito ubicado en la zona sudeste de la ciudad de Sao Paulo, Brasil. Administrativamente pertenece a la subprefectura homónima. 

## Asuntos actuales
Tiene barrios en constante desarrollo, como Jardim Avelino, Parque da Vila Prudente, Vila Alpina, Vila Prudente y Vila Zelina.
También es un punto positivo su proximidad al centro, situado a unos 6 km de Largo da Vila Prudente, y a los barrios tradicionales de la ciudad, como Ipiranga y Mooca.
Por otro lado, en determinadas regiones del distrito todavía hay viviendas de bajo nivel. También hay una gran comunidad, conocida simplemente como Favela de Vila Prudente, que está semiurbanizada y ubicada en una región donde solía haber industria.

## Distritos limítrofes
- Água Rasa y Mooca (norte).
- São Lucas (este).
- Municipio de São Caetano do Sul (sur).
- Ipiranga (oeste).